# PictBridge

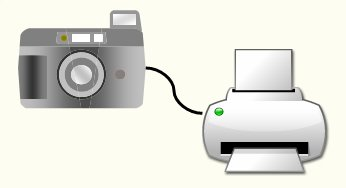

PictBridge je technologie umožňující tisk fotografií posílaných z digitálního fotoaparátu nebo mobilního telefonu připojením k tiskárně, zpravidla rozhraním USB nebo bezdrátově, bez nutnosti zpracování a řízení procesu tisku počítačem.
Pokročilejší je norma DPOF, která umožňuje navolit údaje pro objednávku tisku a soubor odeslat dálkově.